# Божинович, Франсиско
Франсиско Божинович (хорв. Francisco Bozinovic Kuscevic, 6 июня 1959, Пунта-Аренас — 1 января 2023, Сантьяго) — чилийско-хорватский биолог и академик, в основном работавший в области эволюционной биологии.

## Жизнь и карьера
Божинович родился в Пунта-Аренасе, окончил биологический факультет в Чилийском университете в 1983 году и получил степень доктора наук в том же университете в 1988 году. Он был научным сотрудником в Музее естественной истории Карнеги в Питтсбурге. Член Чилийской академии наук; он был профессором факультета биологических наук Папского католического университета Чили. Автор и соавтор более 350 научных публикаций и около 20 книг, за свою карьеру он получил множество наград, в частности стипендию Гуггенхайма в 2010 году и Национальную премию в области естественных наук 2020 года. Journal of Mammalogy назвал в его честь новый вид эндемичного для Чили рода dromiciops bozinovici, обнаруженный в 2016 году.
Божинович умер после долгой борьбы с раком 1 января 2023 года в возрасте 63 лет.